# Оберемко, Валентин Иванович
Валентин Иванович Оберемко (1 июня 1926, Харьков — 2 июля 1980, Рим) — советский дипломат и партийный деятель. Чрезвычайный и полномочный посол.

## Биография
- В 1949—1950 годах — сотрудник центрального аппарата МИД СССР.
- В 1950—1954 годах — сотрудник Постоянного представительства СССР при ООН.
- В 1954—1958 годах — сотрудник центрального аппарата МИД СССР.
- В 1958—1961 годах — первый секретарь, советник Постоянного представительства СССР при ООН.
- В 1961—1962 годах — старший советник Постоянного представительства СССР при ООН.
- В 1962—1967 годах — сотрудник центрального аппарата МИД СССР.
- В 1967—1973 годах — советник-посланник посольства СССР во Франции.
- В 1973—1980 годах — сотрудник аппарата ЦК КПСС.
- С 21 февраля по 2 июля 1980 года — чрезвычайный и полномочный посол СССР в Италии[1][2].

Похоронен в Москве на Кунцевском кладбище.